# 485
485 је била проста година.

## Догађаји
- Аел од Сасекса, краљ Јужних Саса, бори се против Британаца код реке Мередзбурн. Битка се завршава без победника.
- Цар Ксиаовен уводи систем пољопривреде „једнаких поља“ (џунтијан), додељујући свакој сељачкој породици око 19 јутара земље. Земљу ће фармер делити у мањини, а остатак ће се вратити држави ако фармер умре или оде у пензију. Становништво се затим међусобно дели са улогом да надгледају једни друге. Ово је обезбедило фискалну основу за формирање династија Суеј и Танг
- Принц Кензо је наследио свог усвојитеља Сеинеја и постао 23. цар Јапана.
- Петра Фулинга, патријарха Антиохије, осуђује и екскомуницира сабор епископа у Риму.